# Roland Portiche
 (décembre 2022).
Si vous disposez d'ouvrages ou d'articles de référence ou si vous connaissez des sites web de qualité traitant du thème abordé ici, merci de compléter l'article en donnant les références utiles à sa vérifiabilité et en les liant à la section « Notes et références ».
Roland Portiche est un réalisateur et auteur de documentaires et de magazines pour la télévision française. Depuis 2017, il est également écrivain et a publié des essais et des romans  chez Stock, Albin Michel, Flammarion.

## Biographie
Diplômé de l'Institut des hautes études cinématographiques, docteur en philosophie, licencié en lettres, il fut l'assistant de Stellio Lorenzi.
Il a réalisé plus de trois cents émissions depuis 1979, dans les genres les plus divers. Dans sa filmographie, on trouve de nombreuses émissions en collaboration avec Pascale Breugnot, dont Vive la crise (1984) ou Les 7 chocs de l'an 2000 (coécrit avec Laurent Joffrin) et 30 ans de télé politique (en collaboration avec Serge July).
Pendant plus de 14 ans, il fut réalisateur, coauteur et coproducteur avec François de Closets des Grandes énigmes de la science sur France 2 (61 émissions réalisées).
En 2010, il a écrit et réalisé la collection À deux pas du futur, diffusée par France Télévisions et présentée par Igor et Grichka Bogdanoff.
Depuis 2011, il travaille régulièrement pour la série secrets d'histoire (réalisation et écriture des émissions consacrées à Toutânkhamon, à Soliman le Magnifique, puis Jésus, la prise de la Bastille, Danton, Jules César et, en 2015, Napoléon)
En avril 2017, il publie son premier livre aux éditions Stock : Le Retour des momies. Il est suivi en 2018, toujours aux éditions Stock, par un nouvel ouvrage sur le thème de la mémoire : Mémoire totale, ainsi que par un livre en collaboration avec le vétérinaire Norin Chai : Sagesse animale.  
L'année suivante, c'est Les Enfants de Mathusalem, aux éditions Stock, qui traite de la révolution de la longévité ainsi qu'un nouvel ouvrage en collaboration avec le vétérinaire Norin Chaï : Harmonie. 
En 2020, Roland Portiche écrit  son premier roman, La Machine Ernetti, publié chez Albin-Michel/Versilio. 
En 2021, la bonne réception de son roman lui permet d'en publier un second, Ernetti et l'énigme de Jérusalem, aux éditions Albin-Michel/Versilio. Il cosigne aussi, avec le professeur Nicolas Lévy, un livre sur les maladies rares (Buchet-Chastel).
En 2022, Roland Portiche publie le troisième volet de la saga Ernetti : Ernetti et le voyage interdit, co-édition Albin-Michel/Versilio.  
En 2023, toujours aux éditions Albin Michel, il publie L'homme qui ressemblait au Christ, un roman d'aventures qui se déroule dans le milieu peu connu des trafiquants de reliques religieuses au temps des Croisades. 
2024 : publication de "L'astronome et les spectres", le premier tome d'une nouvelle série romanesque aux éditions Flammarion, contant "les enquêtes extraordinaires de Camille Flammarion" 
2025 : publication de "L'astronome et les naufragés d'outre-monde", deuxième tome des 'Enquêtes extraordinaires de Camille Flammarion" 
La même année, publication de "Bérénice, la Juive qui voulait régner sur Rome", aux éditions Fayard. 

## Réalisations audiovisuelles
- 1971 : Les Enquêtes du commissaire Maigret de René Lucot, épisode : Maigret et le fantôme (assistant réalisateur)
- 1979-1982 : réalisateur de la série Temps X, avec les frères Bogdanoff.
- 1982 : Le langage des chefs, TF1[2]
- 1983 : La saga des faiseurs de fric, avec Bernard Tapie, A2
- 1984 : Vive la crise !, avec Yves Montand, en collaboration avec Jean-Claude Guillebaud et Laurent Joffrin, A2
- 1984 : Les bons, la crise et les perdants, en collaboration avec Laurent Joffrin, A2
- 1985 : Les sept chocs de l'an 2000 dans la série Un show de société, animé par Michel Drucker, Bernard Tapie et Miou-Miou, A2
- 1987 : Trente ans de Télépolitique, en collaboration avec Serge July, A2
- 1988 : Le grand bond[3] dans la série Un show de société, en collaboration avec André Harris, TF1
- 1988 : Proçès de mai[4], en collaboration avec Henri Weber, TF1
- 1989 : La liberté ou la terreur ?[5], en collaboration avec Patrick Poivre d'Arvor, TF1
- 1990 : Le lion et le pharaon dans la série Greed  coécrit avec Paul-Loup Sulitzer (XL Productions)
- 1991 : réalisation de la série Hors-Sujet avec Philippe Alfonsi (six numéros), FR3
- 1992 : auteur et réalisateur de la série Dites-moi que je me trompe, produite et animée par Philippe Alfonsi, FR3
- 1992-1994 : auteur et réalisateur de la série Savoir plus science, en collaboration avec François de Closets.
- 1994-2006 : auteur et réalisateur de la série Les grandes énigmes de la science, en collaboration avec François de Closets[6]
- 1997 : J'aurai cent ans, auteur et réalisateur d’un programme de 90 minutes sur la révolution de la longévité pour une soirée de Canal+
- 1999 : La folle course à la lune, réalisateur et coauteur avec François de Closets, France 2
- 2007 : producteur exécutif de la campagne présidentielle à LCP
- 2008 : Science 2, avec les frères Bogdanoff
- 2009-2010 : auteur et réalisateur des cinq volets de la série A deux pas du futur, présentés par Igor et Grichka Bogdanoff, France Télévisions
- 2011 : auteur et réalisateur du Secrets d'histoire sur Toutankhamon, présenté par Stéphane Bern
- 2012 : auteur et réalisateur des Secrets d'histoire sur Soliman le Magnifique et sur Jésus, présentés par Stéphane Bern.
- 2012 : auteur et réalisateur de Quand la science fait rire, sur les prix IgNobels, France 5
- 2013 : auteur et réalisateur du Secrets d'histoire sur La prise de la Bastille, présenté par Stéphane Bern.
- 2014 : auteur et réalisateur des Secrets d'histoire sur Danton et sur Jules César, présentés par Stéphane Bern.
- 2015 : auteur et réalisateur du Secrets d'histoire sur Napoléon.

## Romancier
- 2017 : Le retour des momies, éd. Stock.
- 2018 : Mémoire totale et co-auteur de Sagesse animale, éd. Stock.
- 2019 : Les Enfants de Mathusalem et co-auteur de Harmonies, Stock.
- 2020 : La Machine Ernetti, co-édition Albin Michel/Versilio, réédition au Livre de poche n°36097.
- 2021 : Ernetti et l'énigme de Jérusalem, co-édition Albin Michel/Versilio et co-auteur de Les maladies rares, ed. Buchet-Chastel.
- 2022 : Ernetti et le voyage interdit, co-édition Albin Michel/Versilio.
- 2023 : L'homme qui ressemblait au Christ, co-édition Albin Michel/Versilio.
- 2024 : L'astronome et les spectres, éditions Flammarion.
- 2025 : L'astronome et les naufragés d'outre-monde, éditions Flammarion